# Helmut Schön

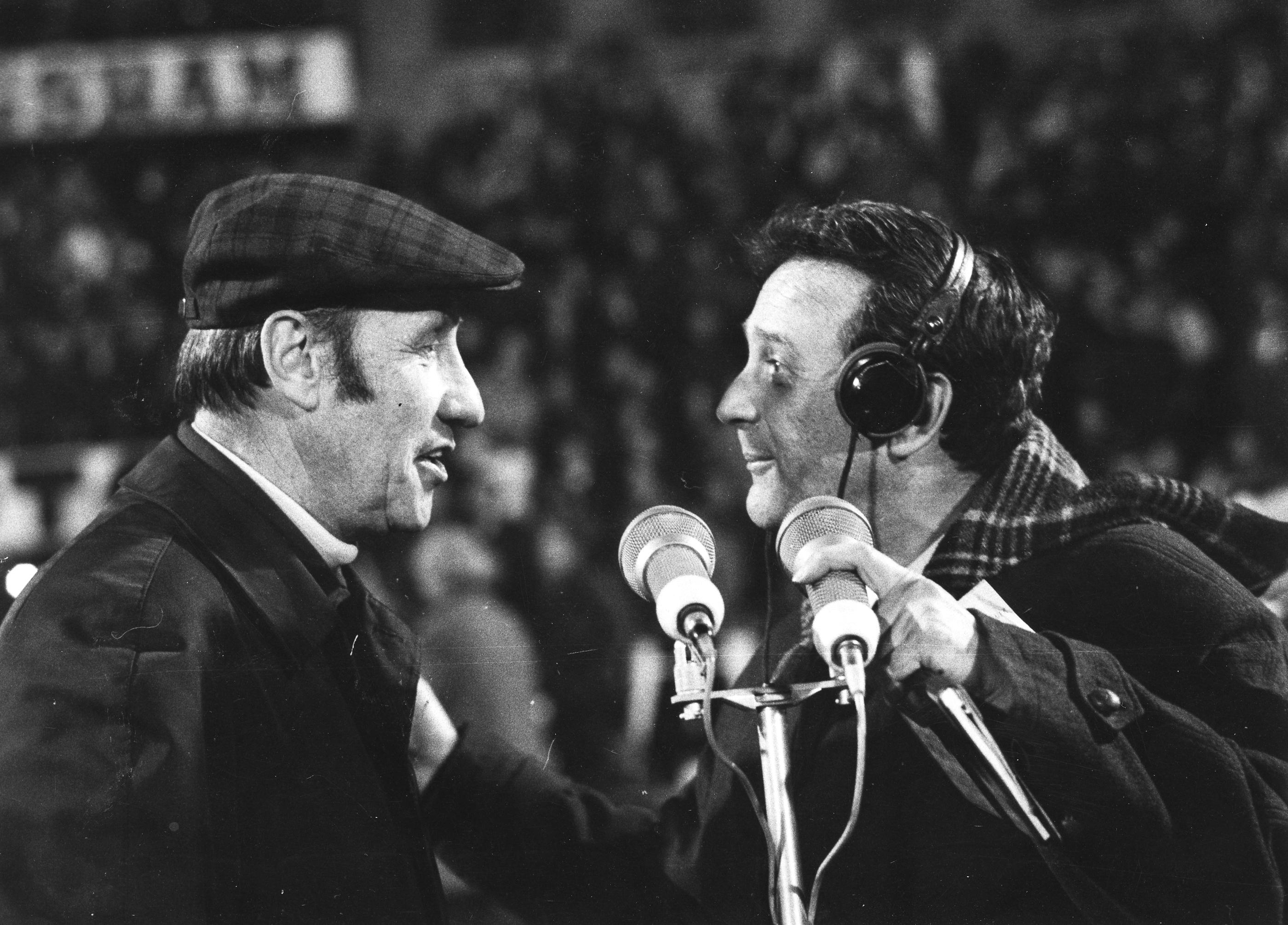
Helmut Schön és Szepesi György 1972-ben

Helmut Schön (Drezda, 1915. szeptember 15. – Wiesbaden, 1996. február 23.) válogatott német labdarúgó, csatár, majd edző. A nyugatnémet válogatott szövetségi kapitánya 1966 és 1978 között. Az 1974-es világbajnok csapat szakvezetője.

## Pályafutása

### Klubcsapatban
1932 és 1944 között a Dresdner SC labdarúgója volt. Tagja volt az 1943-as és 1944-es bajnok- illetve az 1941-es és 1942-es kupagyőztes csapatnak.

### A válogatottban
1937 és 1941 között 16 alkalommal szerepelt a német válogatottban és 17 gólt szerzett.

### Edzőként
A második világháborút követően a szovjet megszállás alatt lévő Szászországban kezdte sportvezetői szakmai pályafutását. Edzőcsere keretében dolgozott 1946-ban és 1947-ben Hamburgban. Ez idő alatt alkalmanként a FC St. Pauli csapatában szerepelt. 1950-ben végleg Nyugat-Németországban maradt. Először, az 1950–51-es idényben még játékos-edzőként a Hertha BSC tevékenykedett, ahol sok korábbi csapattársa is játszott, de a szezonvége előtt távozott. Ezt követően szerezte meg edzői diplomáját Kölnben. 1952 és 1956 között a  Saar-vidéki válogatott szövetségi kapitánya volt. 1956-ban a Saar-vidék Nyugat-Németország része lett és Schön a nyugatnémet válogatottnál folytatta pályafutását, mint Sepp Herberger segítője. 1964 novemberében lett a válogatott szövetségi kapitánya. 1966-ban világbajnoki ezüst-, 1970-ben bronzérmet szerzett a csapattal. 1972-ben Európa- 1974-ben világbajnok lett a válogatottal. Ő volt az első edző, akinek ez sikerült. Az 1978-as argentínai világbajnokság után mondott le posztjáról. 14 év alatt 139 mérkőzésen ült a kispadon. Mérlege 87 győzelem, 30 döntetlen és 22 vereség.

## Sikerei, díjai

### Játékosként
Dresdner SC
- Német bajnokság
  - bajnok: 1943, 1944
- Német kupa (Tschammerpokal)
  - győztes: 1941, 1942

### Edzőként
NSZK
- Világbajnokság
  - világbajnok: 1974, NSZK
  - ezüstérmes: 1966, Anglia
  - bronzérmes: 1970, Mexikó
- Európa-bajnokság
  - Európa-bajnok: 1972, Belgium
  - ezüstérmes: 1976, Jugoszlávia